# Joseph Déchelette
Joseph Déchelette (Roanne, Loira, 8 de enero de 1862-Nouvron-Vingré, Aisne, 4 de octubre de 1914) fue un arqueólogo francés, conocido por ser uno de los mayores precursores de la ceramología antigua. Se encuentra entre los primeros expertos en encontrar la relación entre la Cultura de La Tène y la Civilización Celta.

## Biografía

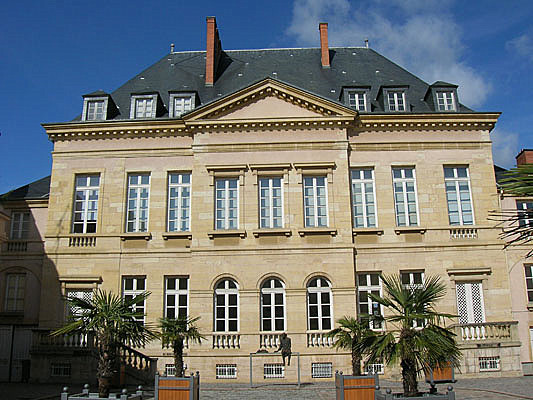
Museo Joseph Déchelette en Roanne.

Joseph Déchelette nació en una familia de industriales acomodados de Roanne y, tras cursar sus estudios con los maristas de Saint-Chamond, empezó a trabajar en la empresa familiar. No obstante, pronto se haría notar su pasión por la arqueología, estimulada desde la adolescencia por su tío Jacques Gabriel Bulliot (1817 - 1902), destacado miembro de la Société éduenne d'Autun.
En 1884, entró a formar parte de La Diana, sociedad arqueológica e histórica situada en Montbrison (Loira). Se convirtió en inspector de la Société française d'archéologie.
De 1892 a 1914, trabajó como conservador del Museo de Bellas Artes y Arqueología de Roanne. Este museo municipal, fundado en 1844, sería rebautizado en su honor a su muerte. En 1923 se trasladó a Hotel de Valence de Minardière, que había comprado en 1892. Tras su muerte, su viuda ofrecerá dicho hotel a la ciudad de Roanne.
De febrero a abril de 1893 realizó un viaje a Egipto, donde descubrió la momia de Nesyamón, un adolescente que probablemente murió a la edad de 15 años y que, en vida, cantó en Tebas al dios Amón.
En 1914, cuando se inició la Primera Guerra Mundial, decidió participar a pesar de su avanzada edad. Capitán del 298º Regimiento de Infantería, fue muerto dos meses después del estallido del conflicto, el 4 de octubre de 1914. Su cuerpo descansa hoy en la Necrópolis Nacional de Ambleny, y su nombre figura en el Panteón de París, entre los de 560 escritores que murieron por Francia. Su memoria y sus obras se conservan en el Museo de Bellas Artes y Arqueología Joseph Déchelette de Roanne.

## Arqueología
Joseph Délechette fue el primer arqueólogo en poner de manifiesto la unidad cultural existente al norte de los Alpes a finales de la Edad del Hierro, tras haber comparado los resultados de las excavaciones arqueológicas que realizó en cuatro oppida: Bibracte, en el Monte Beuvray; Manching, en Baviera; Strakonice, en Bohemia y Velem-Zsent-Vid, en Hungría. Acuñó la expresión de «Civilización de las Oppida», que se emplea para referirse al periodo final de la civilización celta en el continente europeo, en los territorios comprendidos entre el sur de Inglaterra y Europa Central.

## Obras
- Peintures murales du Moyen Âge et de la Renaissance en Forez
- Les Vases céramiques ornés de la Gaulle romaine
- Manuel d'archéologie préhistorique, celtique et gallo-romaine